# がじまる食堂の恋
『がじまる食堂の恋』（がじまるしょくどうのこい）は2014年公開の日本映画作品である。大谷健太郎監督作品。
沖縄県名護市を舞台とし、さくら祭りのシーンでは、250名の名護市民エキストラの他、当時の名護市長であった稲嶺進も出演している。

## 製作
当該作品は、名護市の地域再生事業のプロジェクトの一環として作られたものである。
平成25年度地域中小商業支援事業(地域商業再生事業)制度を活用して製作され、映画作りと地域環境の整備の事業を同時に行うものである。
このプロジェクトのために地元企業で「名護まち活性化有限責任事業組合（LLP）」を設立し、企画・製作を担当し映画の権利を有している。

## ストーリー
祖母から受け継いだ「がじまる食堂」のオーナーであるみずほのもとに、旅行者の隼人と元彼の翔太が転がり込んでくる。翔太からのアプローチを躱すため、隼人はみずほの恋人になることを申し出る。更に翔太は、東京から絵のモデルとしてやってきた莉子に惹かれていく。

## キャスト
- 平良みずほ：波瑠
- 城島隼人：小柳友
- 菅田莉子：竹富聖花
- 島袋翔太：桜田通
- 食堂の客：パッション屋良・ダンディ坂野・肥後克広
- 小橋亜樹[3]